# لافك
Libavcodec (أو lavc اختصاراً) هي عبارة عن مكتبة برمجية من المرمزات مفتوحة المصدر ومرخصة برخصة جنو العمومية الصغرى لضغط وفك ضغط الفيديو والصوت. وهي حزء من مشروع إف إف إم بي إي جي.

تشكل libavcodec جزءًا أساسيا يكامل العديد من برمجيات الصوت والفيديو المفتوحة المصدر. تعمل هذه المكتبة كالعمود الفقري لعملية تشغيل (فك ترميز) أغلب صيغ الفيديو والصوت المشهورة للبرمجيات التي تستخدم هذه المكتبة، مثل إم بلاير، كسن، في إل سي. كما يستخدمه مشروع إف إف دي شو-تراي أوتس المصمم لتقنية دايركت شو في توفير إمكانية تشغيل العديد من الصيغ المشهورة بشكل أساسي. كما تستخدمه برمجيات أخرى في عملية ترميز (أو Encoding) الفيديو والصوت مثل أي في آي ديموكس ومينكودر لعمليتي الترميز وفك الترميز معًا.

تتميز مكتبة libavcodec بأنها وفرت إمكانية فك ضغط(وأحيانا ضغط) العديد من صيغ الوسائط الاحتكارية، بالإضافة إلى العديد من الصيغ التي لم ينشر لها أوراق تقنية. وبالتالي عملية الهندسة العكسية هذه تشكل جزءًا هاما من مسيرة تطوير هذه المكتبة.
مكنت عملية قابلية تشغيل (وأحيانا فك ترميز) العديد من الصيغ المحتكرة من جعل عملية استخدام المكتبة عوضًا عن استخدام ما يوفره أصحاب الصيغ المحتكرة نقطة لها العديد من الميزات منها «قابلية النقل» (Portability) وفي بعض الحالات زيادة في السرعة والأداء، وتعزى قوة المكتبة هذه لتصميمها المهيكل وتقنيات توفر السرعة والأداء العاليين مثل دي سي تي ونظم تحويل الألوان. مع أن المكتبة في كثير من الأحيان تقصر عن توفير الميكانيزم لفك الترميز بنفس نتائج فك الترميز للمرمز الرسمي الأصل، فقد تظهر بعض الأخطاء البرمجية وتفقد بعض الميزات عند إعادة كتابة تلك الأجزاء مما قد يسبب ظهور مشاكل في التوافقية في تشغيل بعض الملفات.
1. ↑  الوصول: 6 أكتوبر 2016.